# Bastila l'horra
Bastilla l'horra (arabe : البسطيلة الحرة) ou bastilla Rbatia (litt. « pastilla de Rabat », en arabe : البسطيلة الرباطية), est un plat typique originaire de la ville de Rabat au Maroc. Il s'agit d'une variante de la pastilla.

## Caractéristiques
Cette garniture est préparée à base d’amandes pilées et assaisonnées de sucre, de cannelle, de l’eau de fleur d’oranger et de gomme arabique, ce qui fait d'elle un plat typique qui n'existe dans aucune autre ville marocaine ou du Maghreb.